# Philosophischer Nachlass Ludwig Wittgensteins

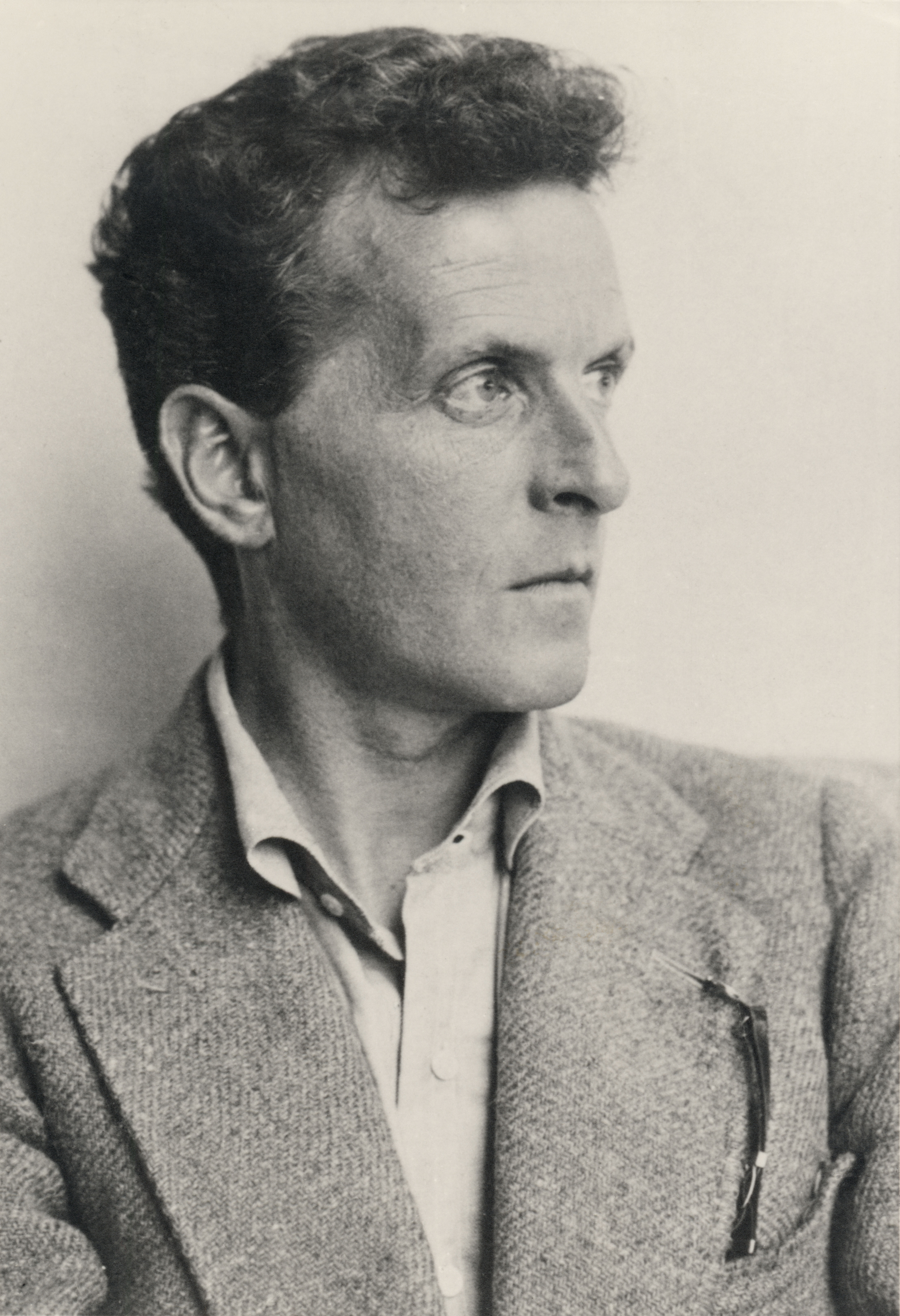
Ludwig Wittgenstein, 1930

Der philosophische Nachlass des österreichischen Philosophen Ludwig Wittgenstein umfasst 83 Manuskripte, 45 Typoskripte und 11 Diktate mit insgesamt rund 20.000 Seiten. Am 31. Oktober 2017 wurde er in das Register des Weltdokumentenerbes der UNESCO aufgenommen. Die Originale werden in der Österreichischen Nationalbibliothek, dem Trinity College in Cambridge, der Bodleian Library in Oxford, der Bibliothek der McMaster University in Hamilton sowie dem Noord Hollands Archief in Haarlem aufbewahrt.